# Rita Ghesquiere
Rita Ghesquiere (Menen, 18 augustus 1947 - Leuven, 12 maart 2018) was een Belgische literatuurwetenschapper en gewoon hoogleraar aan de faculteit Letteren van de Katholieke Universiteit van Leuven.

## Levensloop
Op het gebied van jeugdliteratuur is haar boek Het verschijnsel jeugdliteratuur bekend, waarin zij omschreef wat een werk tot literatuur maakt en hoe de literaire canon gevormd wordt. Zij stelde dat jongeren wel degelijk nog lezen. Als het literaire aanbod kwalitatief volstaat, nam volgens Ghesquiere lezen een plaats in vóór de televisie of de computer.
Zij schreef ook over de Uitgeverij Averbode, een in Vlaanderen bekende uitgeverij van kinder- en jeugdboeken en tijdschriften voor kinderen en jongeren. Daarnaast publiceerde zij een boek over de achtergronden van het Sinterklaas-verhaal.
Ghesquiere was ook coauteur van het standaardwerk Lexicon van literaire termen.
Op het vlak van de literatuurwetenschap publiceerde zij een overzicht van de Europese literatuurgeschiedenis. Aan haar werd in 2015 de Hieronymus van Alphen Prijs toegekend.
Rita Ghesquiere overleed op 12 maart 2018 in het UZ Leuven.